# Leonard Plukenet
Leonard Plukenet (1641–1706) was een Brits botanicus. Hij was de koninklijke hovenier van Maria II van Engeland.

## Publicaties
In het vierdelige Phytographia (1691–1692) beschreef Leonard Plukenet een groot aantal exotische planten. Hij voorzag het werk van meer dan 2700 illustraties. Phytographia is van de 17e eeuw tot de huidige tijd regelmatig geciteerd in boeken en wetenschappelijke tijdschriften.

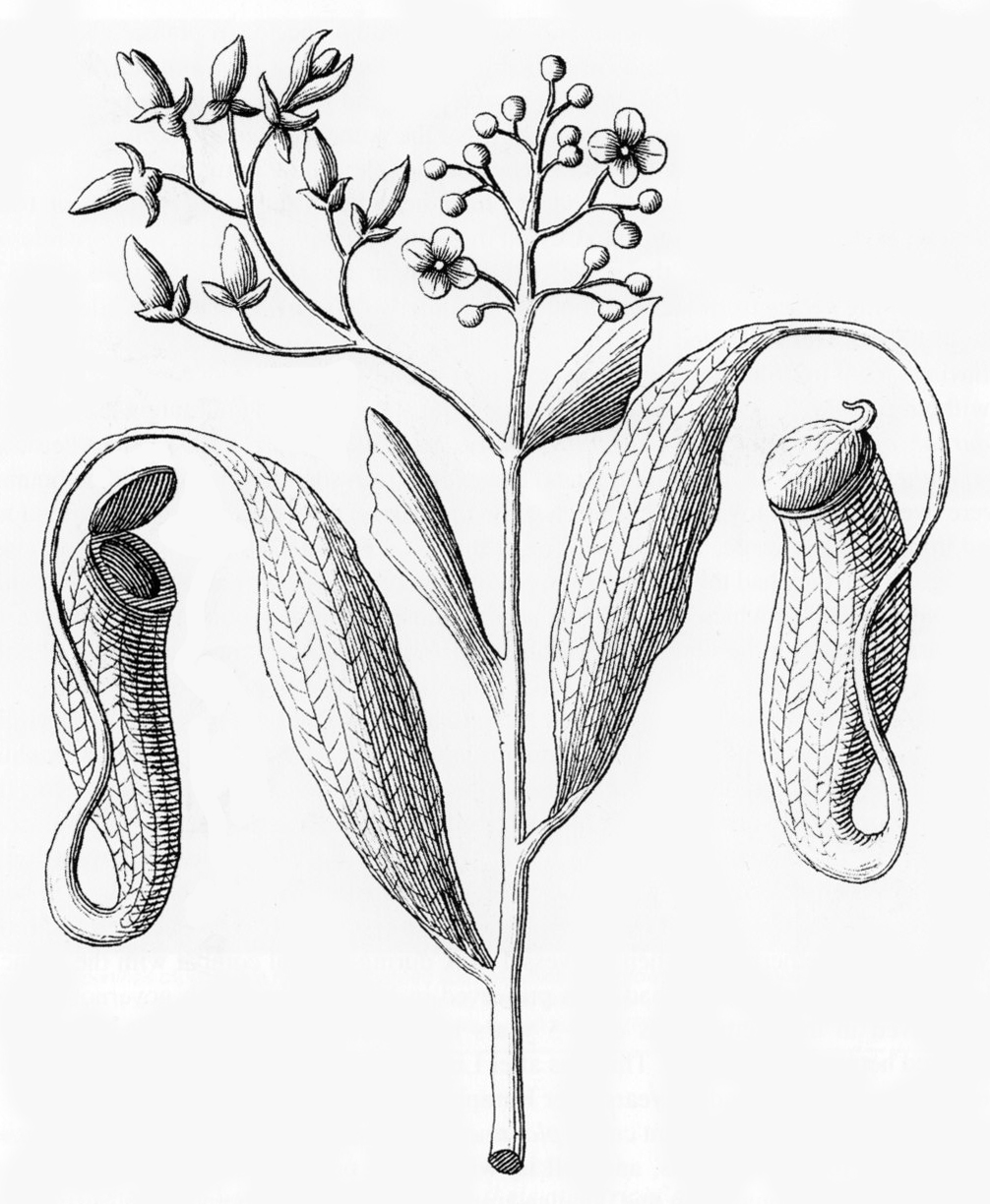
Nepenthes distillatoria in Almagestum Botanicum

In 1696 publiceerde Plukenet Almagestum Botanicum. Dit werk bevat onder andere een van de eerste illustraties van Nepenthes distillatoria, een bekerplant die in 1677 door Thomas Bartholin voor het eerst werd beschreven. Plukenet noemde het Utricaria vegetabilis zeylanensium. Het was de tweede Nepenthes-soort die werd gedocumenteerd en de latere typesoort van het geslacht.
Plukenet werkte samen met John Ray aan diens tweede deel van Historia Plantarum (1686–1704).
- Bibsys: 15045253
- Biblioteca Nacional de España: XX1073217
- Bibliothèque nationale de France: cb15906086d (data)
- Author citation (botany): Pluk.
- Gemeinsame Normdatei: 124466001
- International Standard Name Identifier: 0000 0000 5172 9994
- Library of Congress Control Number: n85196386
- Nederlandse Thesaurus van Auteursnamen: 290472253
- Réseau des bibliothèques de Suisse occidentale: 02-A012569767
- Istituto Centrale per il Catalogo Unico: PUVV286252
- LIBRIS: 241704
- Système universitaire de documentation: 078426324
- Virtual International Authority File: 52027853
- WorldCat: E39PBJmtDtThrRjkthPyM4yGHC